# Dodge Omni 024
O Dodge Omni 024 foi uma versão modificada do popular Dodge Omni fabricado de 1979 a 1982. Análogo ao Volkswagen Scirocco este carro foi a versão hatchback esportiva baixa de três portas do Chrysler/Simca Horizon.

## Características
O motor base do 024 era um Volkswagen de quatro cilindros em linha e 1,7 litros produzindo 70 hp (52,2 kW), e posteriormente tendo sido incluído em 1981 um motor Chrysler de 2,7 litros também com quatro cilindros em linha que produzia 84 hp (62,6 kW). Também estava disponível um pequeno motor que produzia somente 63 hp (47,0 kW). Durante o primeiro ano as calotas eram pintadas com a cor da carroceria, tinha também os bancos traseiros rebatíveis. A partir de 1981 o Omni e o Horizon receberam o prefixo 024 e TC3 respectivamente.
O 024 não não obteve vendas boas e foi renomeado para Dodge Charger da plataforma Chrysler L no modelo de 1983, um nome que foi gradualmente introduzido como parte de um pacote especial "Charger 2.2" introduzido em 1981. O 024 teve um gêmeo o Plymouth Horizon TC3 (o "TC3" significa Touring Coupe de 3 portas), ele também foi renomeado no modelo do ano de 1983 para Plymouth Turismo. Em seu último ano o 024 e o TC3 serviram de base para seus sucessores o Dodge Rampage e o Plymouth Scamp uma picape pequena usando os mesmos chassis, carroceria, motricidade e as portas dianteiras.
Em 1980 estava disponível o pacote Turismo sport para o Horizon TC3. Para o Omni 024 este pacote era chamado de De Tomaso, com rodas e saias laterais da De Tomaso mas com a motricidade padrão.
Também em 1980, em cooperação com a Mitsubishi a Chrysler disponibilizou o modelo no mercado japonês com o nome de Chrysler Omni 024. Onde ficou disponível por dois anos nas concessionárias da Mitsubishi. Infelizmente ele não vendeu bem, com somente 1491 sendo procurados por compradores japoneses.
- Conteúdo relacionado com Dodge Omni 024 no Wikimedia Commons.